# Nidau
Nidau – miasto i gmina (niem. Einwohnergemeinde) w zachodniej Szwajcarii, w kantonie Berno, w regionie administracyjnym Seeland, siedziba administracyjna okręgu Biel/Bienne. Leży nad jeziorem Bielersee.

## Współpraca
Miejscowość partnerska:
- Schliengen, Niemcy

## Transport
Przez teren miasta przebiegają drogi główne nr 6 i nr 235.